# Grand prix Léon-Velluz
Le Grand prix Léon-Velluz est un prix scientifique décerné par l'Académie des sciences, créé en 1986. Il porte le nom de Léon Velluz.
C'est un prix biennal, attribué à un scientifique, sans condition d'âge ni de nationalité, destiné à l’auteur d’une découverte de chimie ou de biochimie organiques intéressant la thérapeutique humaine.  Le prix est doté de 15 000 €.

## Lauréats récents
- 2024 : Benoit Deprez, professeur de chimie à l’Université de Lille et directeur du Drug Discovery Center à l’Institut Pasteur de Lille
- 2022 : Philippe Rondard, directeur de recherche Inserm à l’Institut de génomique fonctionnelle (CNRS/Inserm/Université de Montpellier).
- 2016 : Sylviane Muller, directrice de recherche au CNRS à l'Institut de biologie moléculaire et cellulaire de Strasbourg.
- 2014 : Jean Martinez, professeur à l’université de Montpellier 1, faculté de pharmacie de Montpellier.
- 2011 : Jean-Pierre Maffrand, chercheur à l’université Paul Sabatier
- 2009 : Jean-Philippe Pin, directeur de recherche CNRS Montpellier
- 2007 : Hubert Vaudry, directeur de recherche INSERM Rouen
- 2005 : Marc Van Regenmortel, directeur  de recherche  émérite CNRS Strasbourg
- 2003 : Henri-Philippe Husson, professeur à l’université René Descartes
- 2001 : Jean-Marc Paris, docteur à la Société Rhodia
- 1999 : Maurice Petitou, responsable service Sanofi Recherche, Toulouse
- 1997 : Marie-Claude Fournié-Zaluski, professeur à l’université Pierre et Marie Curie
- 1995 : Camille Georges Wermuth[2]